# أميدي فورنييه
أميدي فورنييه (بالفرنسية: Amédée Fournier) مواليد 07 فبراير 1912 في فرنسا - الوفاة 30 مارس 1992 في فرنسا، كان دراج فرنسي في صنف سباق الدراجات على الطريق. سبق أن شارك في دورة الألعاب الأولمبية الصيفية وفاز بميدالية أولمبية.

## سجل النتائج

### سباقات أو مراحل فاز بها
- طواف فرنسا

## الميداليات
| الميدالية | المسابقة                       |
| --------- | ------------------------------ |
| فضية      | الألعاب الأولمبية الصيفية 1932 |

## روابط خارجية
- أميدي فورنييه على موقع أرشيف الدراجات (الإنجليزية)
- أميدي فورنييه على موقع إحصائيات الدراجات الإحترافية (الإنجليزية)
- أميدي فورنييه على موقع CycleBase (الإنجليزية)
- أميدي فورنييه على موقع أوليمبيديا (الإنجليزية)